# Zorzines consociata
Zorzines consociata är en fjärilsart som beskrevs av Inoue 1993. Zorzines consociata ingår i släktet Zorzines och familjen nattflyn. Inga underarter finns listade i Catalogue of Life.